# MG One
MG One — компактный кроссовер, выпускающийся с 2021 года компанией SAIC Motor.

## Описание
Впервые MG One был представлен 30 июля 2021 года. One является первым автомобилем MG на платформе SIGMA. Автомобиль выпускается в двух комплектациях: версия α как более спортивный вариант и версия β как вариант с высокими технологиями, варианты отличаются небольшими различиями в стиле.

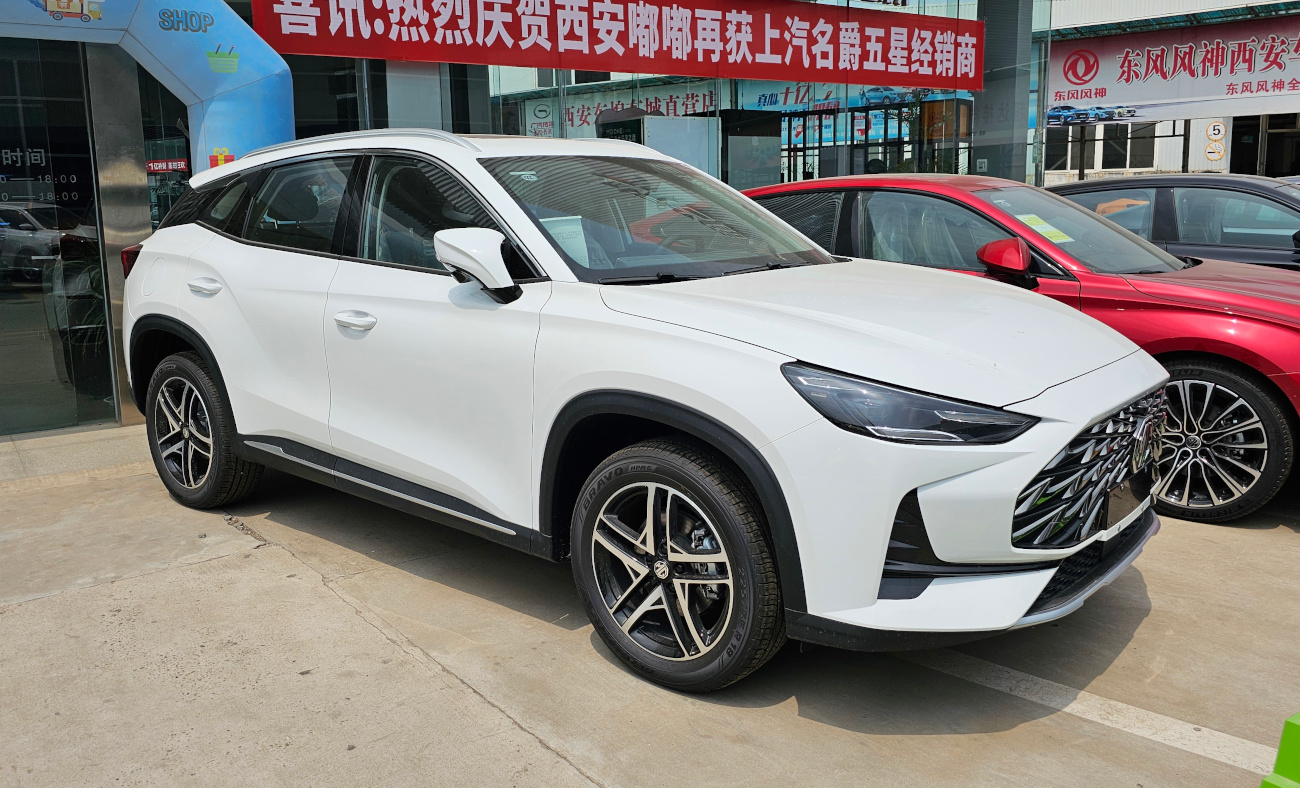
MG One α (вид спереди)
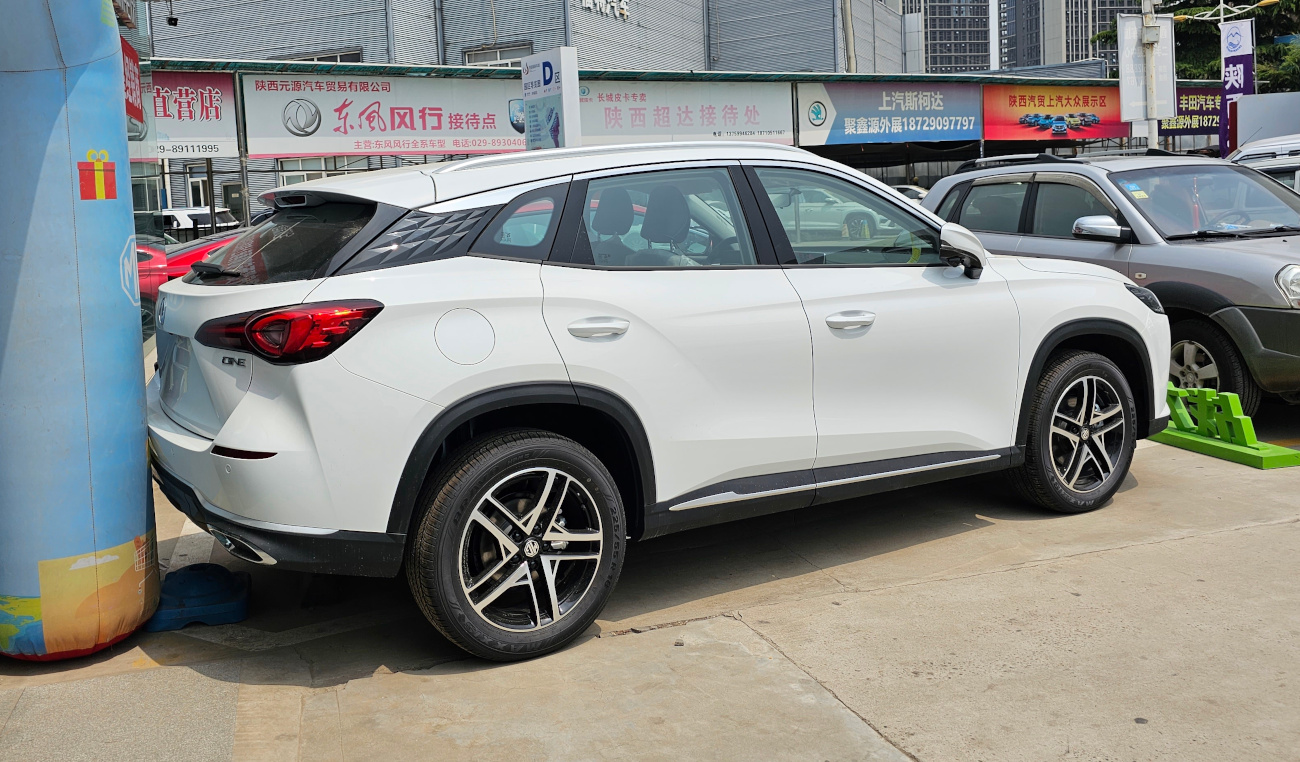
MG One α (вид сзади)
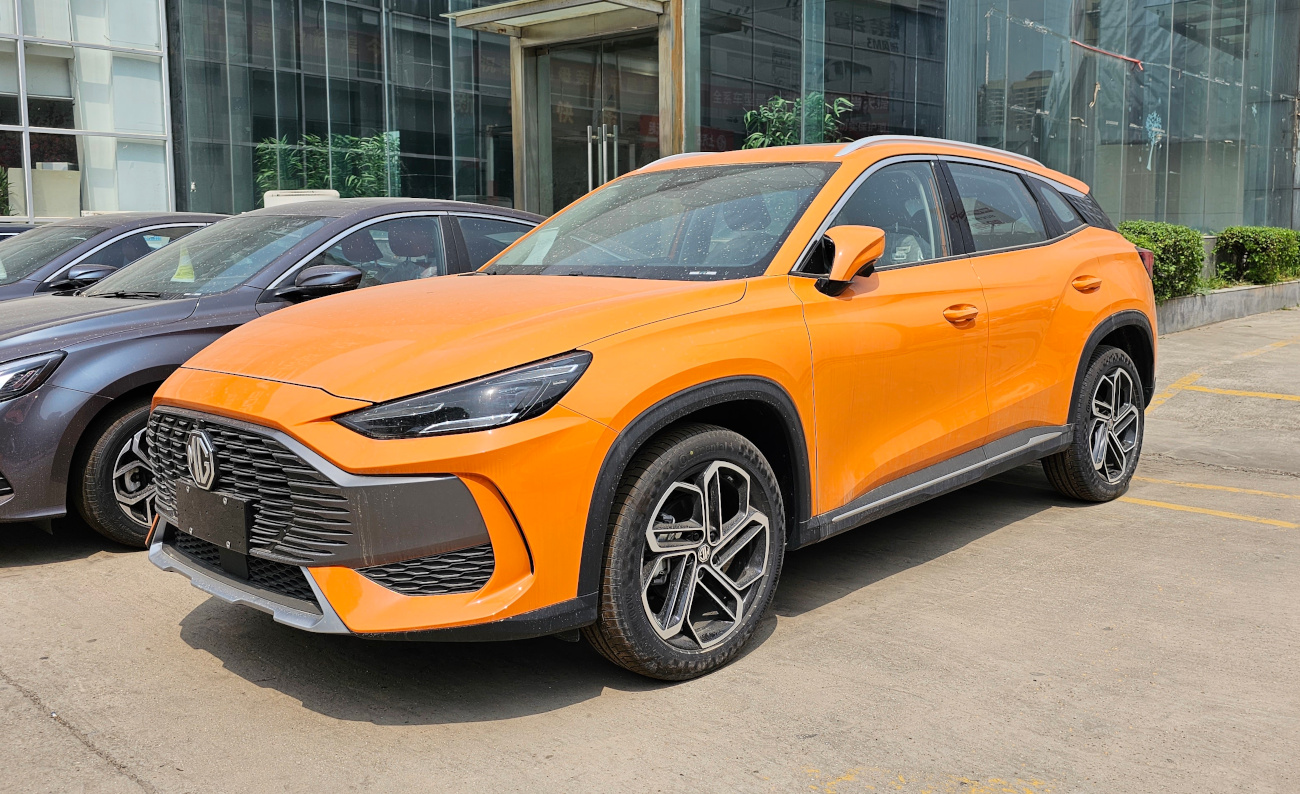
MG One β (вид спереди)
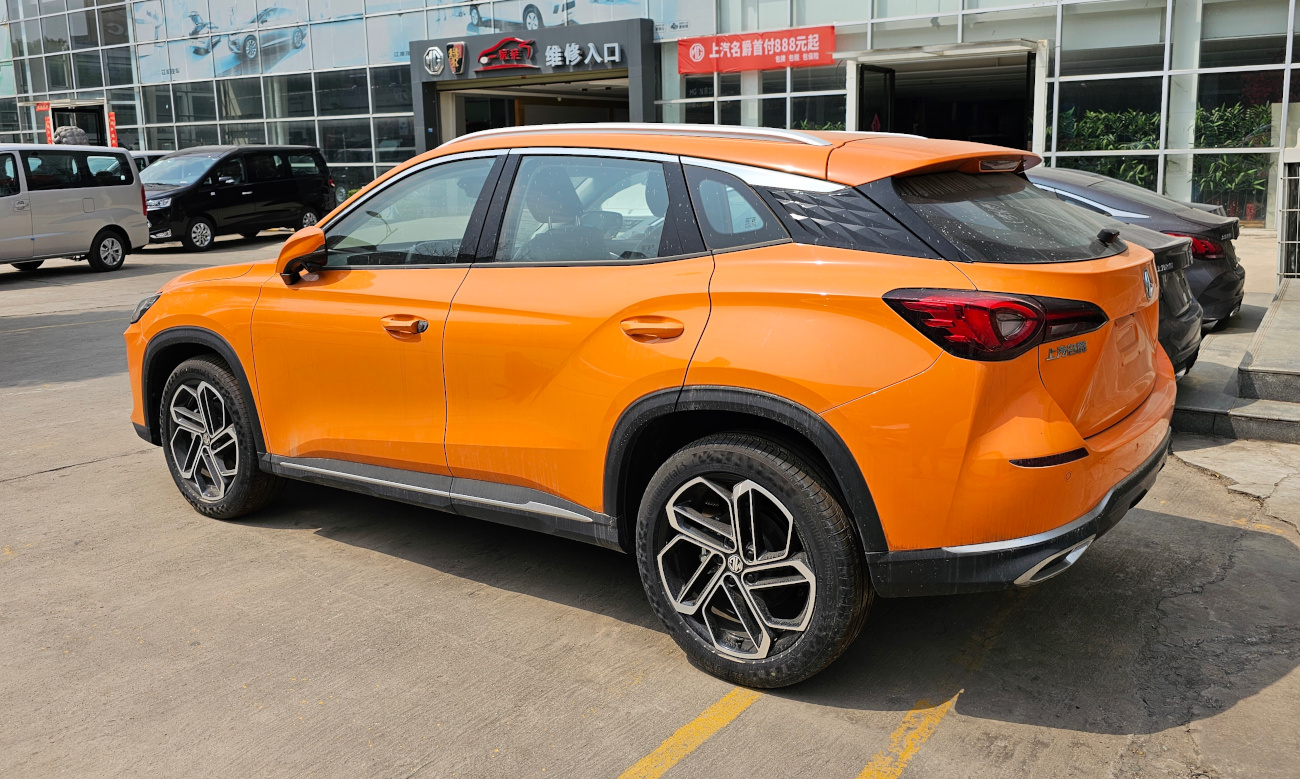
MG One β (вид сзади)

### Технические характеристики
MG One оснащён 1,5-литровым турбодвигателем 15C4E мощностью 133 кВт (178 л. с.).
| Модель | Годы производства      | Двигатель     | Трансмиссия | Мощность                            | Крутящий момент              | 0—100 км/ч (0—62 миль/ч) (Официально) | Максимальная скорость |
| ------ | ---------------------- | ------------- | ----------- | ----------------------------------- | ---------------------------- | ------------------------------------- | --------------------- |
| One    | 2021 — настоящее время | 1.5L Turbo I4 | CVT         | 133 кВт (178 л. с.) при 5600 об/мин | 285 Н⋅м при 1500—4000 об/мин | 8,8 сек.                              | 195 км/ч (121 миль/ч) |